# Blistrup
Blistrup – miasto w Danii, w regionie Stołecznym, w gminie Gribskov.